# Papilio macilentus
Papilio macilentus är en fjärilsart som beskrevs av Oliver Erichson Janson 1877. Papilio macilentus ingår i släktet Papilio och familjen riddarfjärilar. Inga underarter finns listade i Catalogue of Life.

## Bildgalleri

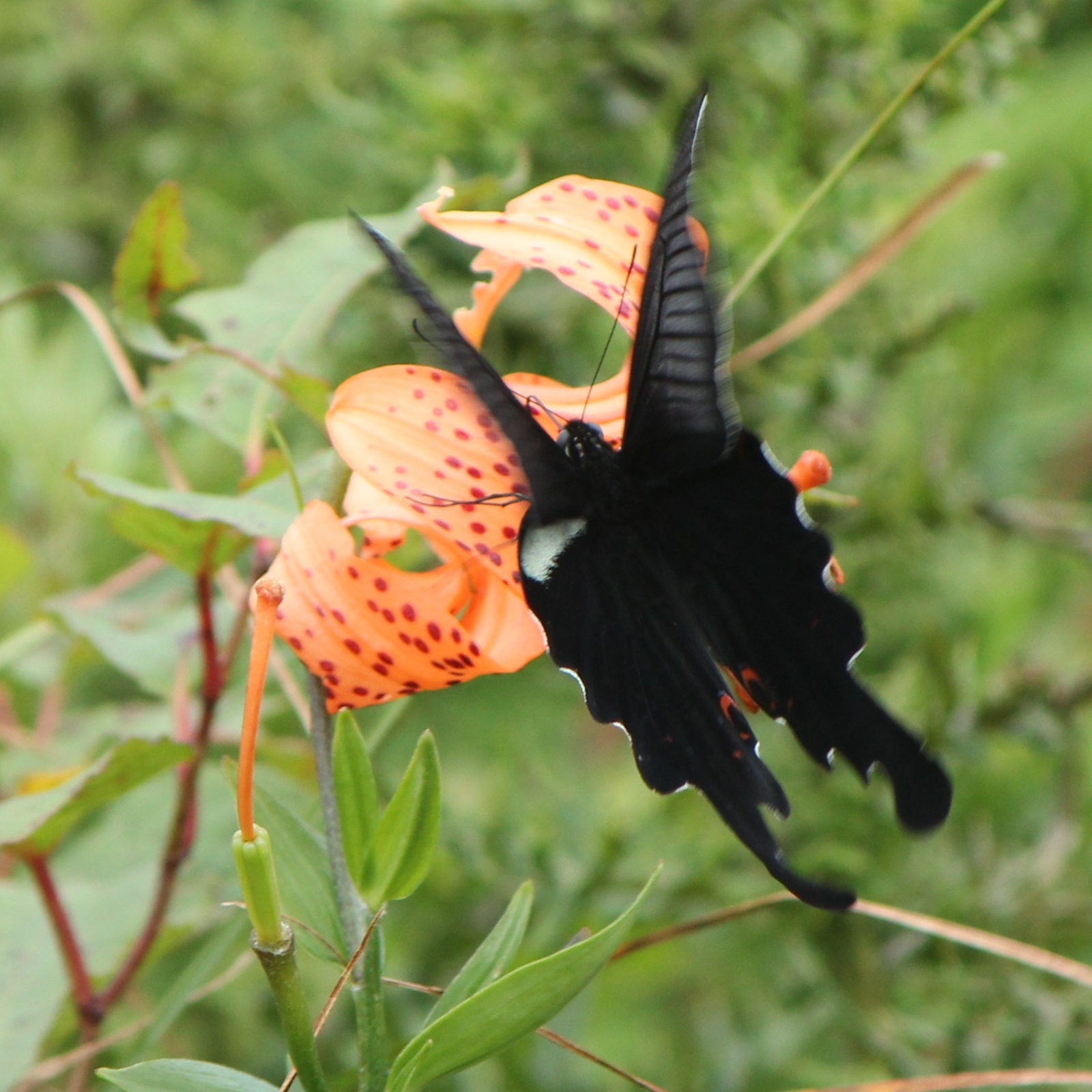
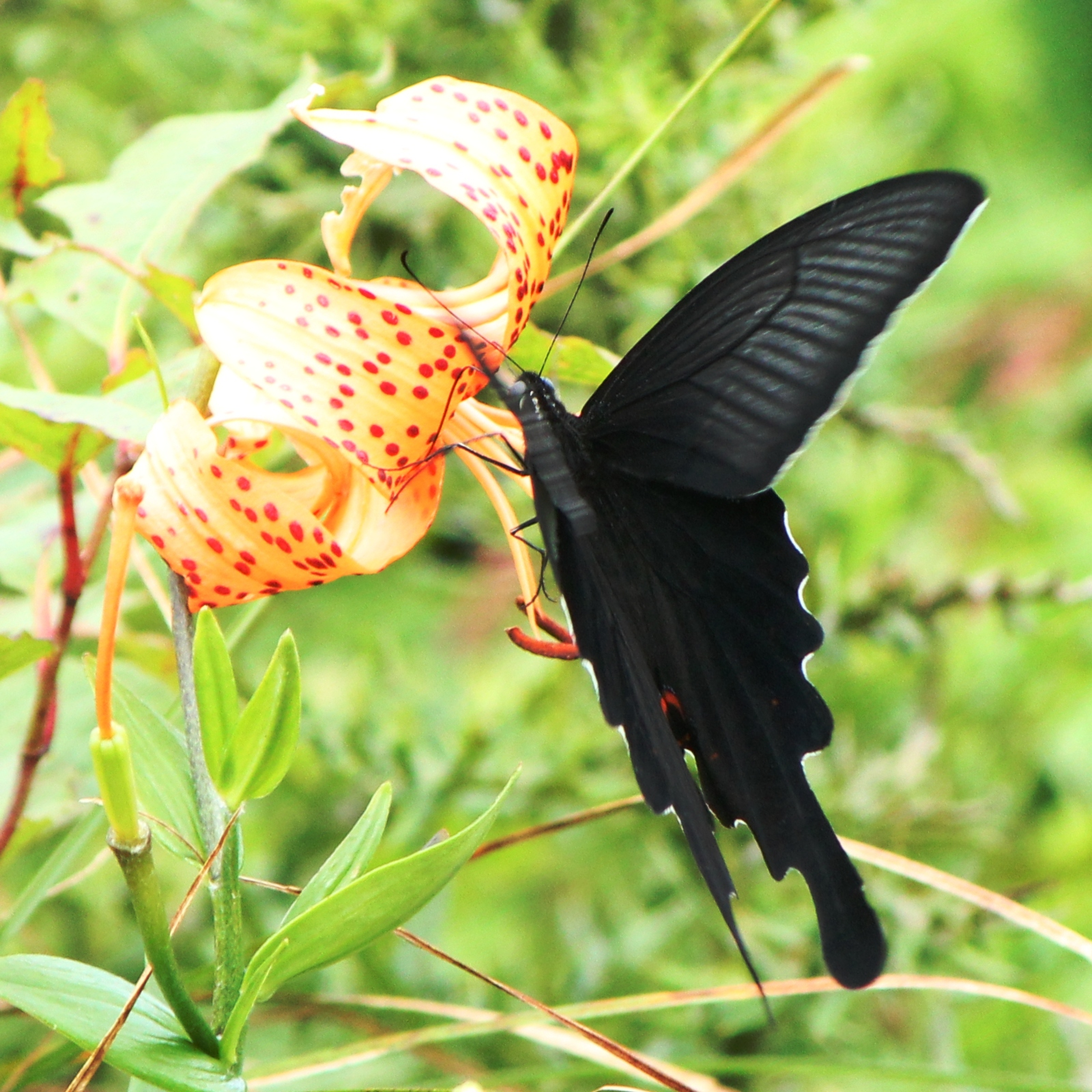